# Проміжний широкий м'яз стегна
Проміжний широкий м'яз (т. vastus intermedius) має вигляд плоскої пластинки, з боків він зрощений з бічним і присереднім широкими м'язами, дещо прикритий їхніми краями. Попереду проміжний широкий м'яз прикритий прямим м'язом стегна.
Початок: від верхніх двох третин передньобічної поверхні стегнової кістки аж до міжвертлюгової лінії, нижньої частини бічної губи шорсткої лінії і від бічної міжм'язової перегородки стегна. М'яз прямує зверху вниз і переходить у загальний сухожилок чотириголового м'яза стегна.
Частина глибоких м'язових пучків проміжного широкого м'яза в нижній частині стегна прикріплюється до верхніх і бічних відділів капсули колінного суглоба, тому вони називаються суглобовим м'язом коліна (т. articularis genus).